# Домпьер-сюр-Шаларон
Домпье́р-сюр-Шаларо́н (фр. Dompierre-sur-Chalaronne) — коммуна во Франции, находится в регионе Рона — Альпы. Департамент — Эн. Входит в состав кантона Шатийон-сюр-Шаларон. Округ коммуны — Бурк-ан-Брес.
Код INSEE коммуны — 01146.

## География

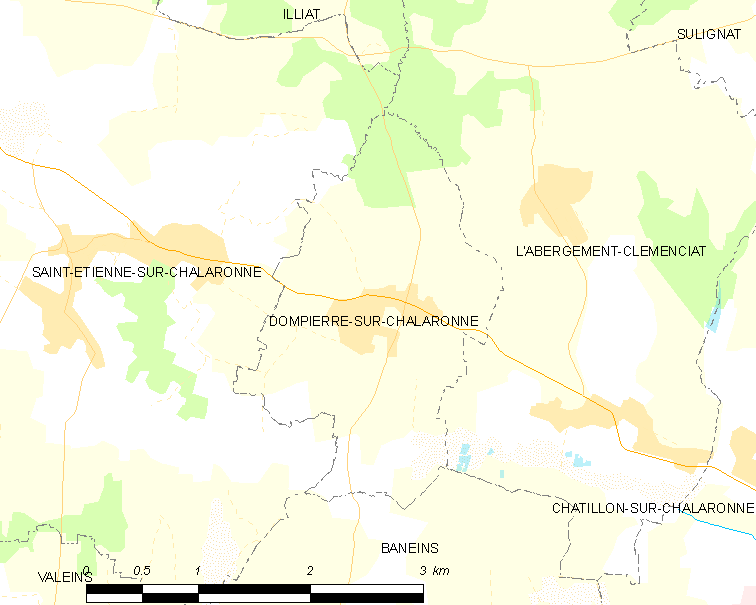
Карта коммуны

Коммуна расположена приблизительно в 360 км к юго-востоку от Парижа, в 45 км севернее Лиона, в 27 км к западу от Бурк-ан-Бреса.
На юге коммуны протекает река Шаларон.

## Климат
Климат полуконтинентальный с холодной зимой и тёплым летом. Дожди бывают нечасто, в основном летом.

## Население
Население коммуны на 2010 год составляло 389 человек.
| 1962 | 1968 | 1975 | 1982 | 1990 | 1999 | 2010 |
| ---- | ---- | ---- | ---- | ---- | ---- | ---- |
| 156  | 156  | 154  | 183  | 268  | 280  | 389  |

## Администрация
| Период | Период | Фамилия      | Партия | Примечания |
| ------ | ------ | ------------ | ------ | ---------- |
| 1995   | 2001   | Жакки Жиро   |        |            |
| 2001   | 2020   | Дидье Мюнере |        |            |

## Экономика
В 2010 году среди 243 человек трудоспособного возраста (15—64 лет) 209 были экономически активными, 34 — неактивными (показатель активности — 86,0 %, в 1999 году было 69,4 %). Из 209 активных жителей работали 191 человек (97 мужчин и 94 женщины), безработных было 18 (6 мужчин и 12 женщин). Среди 34 неактивных 14 человек были учениками или студентами, 11 — пенсионерами, 9 были неактивными по другим причинам.